# Gebe
Geb ou Gebe é o deus egípcio da terra. Era também um dos deuses da enéade. Pai de Osiris, Ísis, Seti e Néftis e marido de Nut.

## Poderes
Estimula o mundo material dos indivíduos e lhes assegura enterro no solo após a morte. Umedece o corpo humano na terra e o sela para a eternidade no túmulo.
Suas cores eram o verde (vida) e o preto (lama fértil do Nilo). É o suporte físico do mundo material, sempre deitado sob a curva do corpo de Nut. É o responsável pela fertilidade e pelo sucesso nas colheitas. É sempre representado com um ganso sobre a cabeça, nas pinturas etc

## Iconografia
Seu animal representante era o ganso. E ele era comumente representado usando uma coroa com uma pluma e chifres em forma de carneiro. 

## Família
Filho de Shu e Téfnis, marido de Nut, e pai de Ísis, Néftis, Osíris, Tote e Seti.